# احتراق نیمه پیش آمیخته
احتراق نیمه پیش آمیخته یا (PPC)، فرایند احتراق مدرنی است که در موتورهای احتراق داخلی نسل آینده استفاده می‌شود. توان ویژه بالا، بازدهی سوخت بالا و آلایندگی پایین، این تکنولوژی را برجسته ساخته است. یک موتور ppc در فرایند تراکم مقداری هوا و سوخت را تزریق میکند. به دلیل فقیر بودن این مخلوط در این مرحله احتراقی صورت نمی‌گیرد و احتراق بعد از آخرین تزریق سوخت در نقطه مرگ بالا (TDC) صورت می‌گیرد. اصول این موتورها همانند موتورهای دیزل است ولی موتور ppc می‌تواند از سوخت‌های مختلفی استفاده کند و همچنین تزریق سوخت رقیق باعث کاهش آلاینده‌ها می‌شود.